# Галіфакс Таун
«Галіфакс Таун» — колишній англійський футбольний клуб з міста Галіфакс, Уест-Йоркшир. Утворено в 1911 році. Домашні матчі проводив на стадіоні «Шей». Останнім часом клуб виступав у Національній конференції, п'ятому за значимістю футбольному турнірі Англії. У сезоні 2007-08 у клубу з'явилися проблеми, клуб зайняв 20 місце і був знижений на три дивізіони до Першого дивізіону Північ Північної Прем'єр-Ліги. Клуб не пройшов ліцензування і був перетворений у липні 2008 року в клуб ФК Галіфакс Таун.